# Atelognathus salai
Espèce
Synonymes
- Atelognathus jeinimenensis Meriggio, Veloso, Young, and Nuñez, 2004

Statut de conservation UICN

 LC  : Préoccupation mineure
Atelognathus salai est une espèce d'amphibiens de la famille des Batrachylidae.

## Répartition
Cette espèce se rencontre en Patagonie :
- au Chili, à Chile Chico, sur le Cerro Castillo et dans la Reserva Nacional Lago Jeinimeni ;
- en Argentine, dans la province de Santa Cruz dans le lac de los Gendarmes dans le département de Lago Buenos Aires.

## Étymologie
Cette espèce est nommée en l'honneur d'Osvaldo Rubén Sala (1944-).

## Publication originale
- Cei, 1984 : A new leptodactylid frog, genus Atelognathus, from Southern Pantagonid, Argentina. Herpetologica, vol. 40, no 1, p. 47-51.